# Nicholas Nickleby (film, 2002)
Pour les articles homonymes, voir Nicholas Nickleby (homonymie).
Pour plus de détails, voir Fiche technique et Distribution.
Nicholas Nickleby est un film britanno-américain réalisé par Douglas McGrath, produit et sorti en 2002.

## Histoire
La mort de son père laisse Nicholas Nickleby sans-le-sou. Il est contraint par son oncle, un homme dur et avare, de laisser sa mère et sa sœur pour un poste de maître-assistant dans le Yorkshire, à Dothesboys Hall, une école de garçons maltraités par le dirigeant M. Wackford Squeers. Il y rencontre Smike, un garçon à tout faire infirme. Révolté par l'attitude de Squeers, Nicholas s'enfuit avec son ami et part à la découverte d'un monde plus cruel que ce qu'il imaginait.

## Fiche technique
- Titre : Nicholas Nickleby
- Réalisation : Douglas McGrath
- Scénario : Douglas McGrath, d'après le roman éponyme de Charles Dickens
- Production : Simon Channing Williams, John N. Hart, Jeffrey Sharp
- Musique : Rachel Portman
- Photographie : Dick Pope
- Montage : Lesley Walker
- Décors : Eve Stewart
- Costumes : Ruth Myers
- Maquillage: Waldemar Prokomski
- Genre : Aventure, drame, romance et historique
- Durée : 132 minutes
- Dates de sortie : 20 octobre 2004

## Distribution
- Charlie Hunnam (V. F. : Fabrice Josso et V. Q. : Martin Watier) : Nicholas Nickleby
- Romola Garai (V. F. : Caroline Victoria et V. Q. : Karine Vanasse) : Kate Nickleby
- Christopher Plummer (V. F. : Bernard Dhéran et V. Q. : Vincent Davy) : Ralph Nickleby
- Jamie Bell (V. F. : Donald Reignoux et V. Q. : Hugolin Chevrette) : Smike
- Jim Broadbent (V. F. : Jacques Frantz et V. Q. : André Montmorency) : M. Squeers
- Juliet Stevenson (V. F. : Anne Jolivet et V. Q. : Élise Bertrand) : Mme Squeers
- Tom Courtenay (V. F. : Daniel Kenigsberg et V. Q. : Luis de Cespedes) : Newman Noggs
- Alan Cumming (V. F. : Patrick Mancini et V. Q. : Antoine Durand) : M. Folair
- Edward Fox (V. Q. : Hubert Fielden) : Sir Mulberry Hawk
- Anne Hathaway (V. F. : Sylvie Jacob et V. Q. : Geneviève Désilets) : Madeline Bray
- Barry Humphries : Mme Crummles / M. Leadville
- Nathan Lane (V. F. : Michel Modo et V. Q. : Alain Zouvi) : Vincent Crummles
- Timothy Spall : Charles Cheeryble
- David Bradley (V. Q. : Catherine Trudeau) : Fanny Squeers
- Heather Goldenhersh (V. Q. : Hubert Gagnon) : Nigel Bray
- Billy Hill (V. Q. : Laurent-Christophe De Ruelle) : Tomkins
- Kevin McKidd (V. Q. : Pierre Auger) : John Browdie
- Nicholas Rowe (V. Q. : Gilbert Lachance) : Lord Verisopht

Source et légende : Version française = V. F. et Version québécoise = V. Q.

## Prix et nominations
Le film a été nommé pour le Golden Globe Award du meilleur film (comédie musicale - comédie). Il a reçu le National Board of Review Award for Best Cast (en) pour Romola Garai.